# David Hancox
Dave Hancox (sinh ngày 2 tháng 10 năm 1947) là một cầu thủ bóng đá người Anh, từng thi đấu ở vị trí tiền đạo trung tâm tại Football League cho Chester.